# Discografia dei The Doors
Discografia del gruppo statunitense The Doors, che consiste in 9 album studio, 4 album live, 28 album compilation, 23 album Bright Midnight Archives, 21 singoli e 23 video.

## Demo
| Anno | Album                                                                                          |
| ---- | ---------------------------------------------------------------------------------------------- |
| 1965 | The Doors Original Acetate Demos* - Pubblicazione: 2 settembre 1965 - Etichetta: Aura Records* |

## Album in studio
| 1967                                        | The Doors - Pubblicazione: 4 gennaio 1967 - Etichetta: Elektra            | 2  | 43 | — | —  | U.S.: 4× Platinum CAN: 4× Platinum |
| 1967                                        | Strange Days - Pubblicazione: 25 settembre 1967 - Etichetta: Elektra      | 3  | —  | — | —  | US: Platinum CAN: Platinum         |
| 1968                                        | Waiting for the Sun - Pubblicazione: 11 luglio 1968 - Etichetta: Elektra  | 1  | 16 | — | —  | US: Platinum CAN: Platinum         |
| 1969                                        | The Soft Parade - Pubblicazione: luglio 1969 - Etichetta: Elektra         | 6  | —  | — | —  | US: Platinum CAN: Platinum         |
| 1970                                        | Morrison Hotel - Pubblicazione: 1º febbraio 1970 - Etichetta: Elektra     | 4  | 12 | — | 13 | US: Platinum CAN: Platinum         |
| 1971                                        | L.A. Woman - Pubblicazione: aprile 1971 - Etichetta: Elektra              | 9  | 28 | — | 15 | US: 3× Platinum CAN: 3× Platinum   |
| 1971                                        | Other Voices - Pubblicazione: ottobre 1971 - Etichetta: Elektra           | 31 | —  | — | —  |                                    |
| 1972                                        | Full Circle - Pubblicazione: agosto 1972 - Etichetta: Elektra             | 68 | —  | — | —  |                                    |
| 1978                                        | An American Prayer - Pubblicazione: 17 novembre 1978 - Etichetta: Elektra | 54 | —  | — | —  | US: Platinum                       |
| "—" indica album non entrati in classifica. |                                                                           |    |    |   |    |                                    |

## Album dal vivo
| 1970                                        | Absolutely Live - Pubblicazione: luglio 1970 - Etichetta: Elektra Records               | 8   | 69 | —  | — | US: Gold CAN Gold      |
| 1983                                        | Alive, She Cried - Pubblicazione: ottobre 1983 - Etichetta: Elektra Records             | 32  | 36 | —  | — | US: Gold CAN: Gold     |
| 1987                                        | Live at the Hollywood Bowl - Pubblicazione: settembre 1987 - Etichetta: Elektra Records | 154 | 51 | —  | — |                        |
| 1991                                        | In Concert - Pubblicazione: 21 maggio 1991 - Etichetta: Elektra Records                 | 50  | 24 | 23 | 6 | US: Platinum CAN: Gold |
| "—" indica album non entrati in classifica. |                                                                                         |     |    |    |   |                        |

## Raccolte
| 1970                                        | 13 - Pubblicazione: novembre 1970 - Etichetta: Elektra Records                                                               | 25  | —  | —  | —  | —  | —  | —  | US: Platinum CAN: Platinum       |
| 1972                                        | Weird Scenes Inside the Gold Mine - Pubblicazione: gennaio 1972 - Etichetta: Elektra Records                                 | 55  | 50 | —  | —  | —  | —  | —  | US: Gold                         |
| 1973                                        | The Best of The Doors - Pubblicazione: agosto 1973 - Etichetta: Elektra Records                                              | 158 | —  | —  | —  | —  | —  | —  |                                  |
| 1980                                        | The Doors Greatest Hits - Pubblicazione: ottobre 1980 - Etichetta: Elektra Records                                           | 17  | —  | —  | —  | —  | —  | —  | US: 3x Platinum CAN: 2x Platinum |
| 1985                                        | The Doors Classics - Pubblicazione: maggio 1985 - Etichetta: Elektra Records                                                 | 124 | —  | —  | —  | —  | —  | —  |                                  |
| 1985                                        | The Best of The Doors - Pubblicazione: novembre 1985 - Etichetta: Elektra Records                                            | 32  | 17 | —  | 4  | 40 | 3  | —  | US: Diamond CAN: 6x Platinum     |
| 1991                                        | The Doors Soundtrack - Pubblicazione: marzo 1991 - Etichetta: Elektra Records                                                | 8   | 11 | —  | —  | —  | —  | —  | US: Platinum CAN: Platinum       |
| 1996                                        | The Doors Greatest Hits (Enhanced CD) - Pubblicazione: 15 ottobre 1996 - Etichetta: Elektra Records                          | —   | —  | —  | —  | —  | —  | —  | US: 2x Platinum CAN: 5x Platinum |
| 1997                                        | The Doors Box Set - Pubblicazione: 28 ottobre 1997 - Etichetta: Elektra Records                                              | 65  | —  | —  | —  | —  | —  | —  | US: Platinum                     |
| 2000                                        | Essential Rarities - Pubblicazione: 20 giugno 2000 - Etichetta: Elektra Records                                              | —   | —  | —  | —  | —  | —  | —  |                                  |
| 2000                                        | The Best of The Doors - Pubblicazione: 5 dicembre 2000 - Etichetta: WEA International Records                                | —   | 9  | 50 | 17 | 38 | —  | 19 | CAN: Platinum                    |
| 2001                                        | The Very Best of The Doors - Pubblicazione: 18 settembre 2001 - Etichetta: Rhino Records                                     | 92  | —  | —  | —  | —  | —  | —  |                                  |
| 2003                                        | Legacy: The Absolute Best - Pubblicazione: 12 agosto 2003 - Etichetta: Rhino Records                                         | 63  | —  | —  | —  | —  | —  | —  | US: Gold                         |
| 2006                                        | Love/Death/Travel Box Set - Pubblicazione: gennaio 2006 - Etichetta: Elektra Records                                         | —   | —  | —  | —  | —  | —  | —  |                                  |
| 2007                                        | The Very Best of The Doors - Pubblicazione: 25 marzo 2007 - Etichetta: Elektra Records/Rhino Records                         | 113 | 15 | 81 | 36 | 12 | 34 | 16 | US: Gold                         |
| 2008                                        | The Future Starts Here: The Essential Doors Hits - Pubblicazione: 29 gennaio 2008 - Etichetta: Elektra Records/Rhino Records | 161 | —  | —  | —  | —  | —  | —  | US: Gold                         |
| 2008                                        | The Platinum Collection - Pubblicazione: 15 aprile 2008 - Etichetta: Rhino Records                                           | —   | —  | —  | —  | —  | —  | —  |                                  |
| 2010                                        | When You're Strange: Music from the Motion Picture - Pubblicazione: 6 aprile 2010 - Etichetta: Rhino Records                 | —   | —  | —  | —  | —  | —  | —  |                                  |
| 2012                                        | L.A. Woman: The Workshop Sessions - Pubblicazione: 31 gennaio, 2012 - Etichetta: Elektra Records/Rhino Records               | —   | —  | —  | —  | —  | —  | —  |                                  |
| 2013                                        | The Doors Infinite - Pubblicazione: 5 febbraio, 2013 - Etichetta: Elektra Records/Rhino Records                              | —   | —  | —  | —  | —  | —  | —  |                                  |
| 2013                                        | Behind Closed Doors: The Rarities - Pubblicazione: 7 maggio 2013 - Etichetta: Elektra Records/Rhino Records                  | —   | —  | —  | —  | —  | —  | —  |                                  |
| 2013                                        | The Doors Singles Box - Pubblicazione: 2 luglio 2013 - Etichetta: WEA Japan                                                  | —   | —  | —  | —  | —  | —  | —  |                                  |
| 2014                                        | Curated by Rsd - Pubblicazione: 2 gennaio 2014 - Etichetta: Record Store Day                                                 | —   | —  | —  | —  | —  | —  | —  |                                  |
| 2017                                        | The Singles - Pubblicazione: 15 Settembre 2017 - Etichetta: Elektra Records                                                  | —   | —  | —  | —  | —  | —  | —  |                                  |
| "—" indica album non entrati in classifica. | |     |    |    |    |    |    |    |                                  |

## Box set
- 1999 - The Complete Studio Recordings
- 2006 - Perception
- 2008 - The Doors: Vinyl Box Set
- 2011 - A Collection

## Bright Midnight archives
| Anno | Album | Posizione | Posizione | Vendite & certificazioni | Vendite & certificazioni |
| Anno | Album | US        | CH        | U.S.                     | CAN                      |
| ---- | --- | --------- | --------- | ------------------------ | ------------------------ |
| 2000 | The Bright Midnight Sampler - Pubblicazione: 25 settembre 2000 - Etichetta: Bright Midnight                                                           |           |           |                          |                          |
| 2000 | Live in Detroit - Pubblicazione: 23 ottobre 2000 - Etichetta: Bright Midnight                                                                         |           |           |                          |                          |
| 2001 | Bright Midnight: Live in America - Pubblicazione: 2001 - Etichetta: Bright Midnight                                                                   |           | 79        |                          |                          |
| 2001 | Live in Hollywood: Highlights from the Aquarius Theatre Performances - Pubblicazione: 2001 - Etichetta: Bright Midnight                               |           |           |                          |                          |
| 2001 | Live at the Aquarius Theatre: The First Performance - Pubblicazione: 2001 - Etichetta: Bright Midnight                                                |           |           |                          |                          |
| 2001 | Live at the Aquarius Theatre: The Second Performance - Pubblicazione: 2001 - Etichetta: Bright Midnight                                               |           |           |                          |                          |
| 2001 | No One Here Gets Out Alive - Pubblicazione: 20 novembre 2001 - Etichetta: Bright Midnight                                                             |           |           |                          |                          |
| 2001 | The Lost Interview Tapes Featuring Jim Morrison Volume One - Pubblicazione: 20 giugno 2001 - Etichetta: Bright Midnight                               |           |           |                          |                          |
| 2002 | The Lost Interview Tapes Featuring Jim Morrison Volume Two - Pubblicazione: 23 gennaio 2002 - Etichetta: Bright Midnight                              |           |           |                          |                          |
| 2002 | Backstage and Dangerous: The Private Rehearsal - Pubblicazione: 23 gennaio 2002 - Etichetta: Bright Midnight                                          |           |           |                          |                          |
| 2002 | Live in Hollywood: Highlights from the Aquarius Theatre Performances (WEA) - Pubblicazione: maggio 2002 - Etichetta: Bright Midnight                  |           |           |                          |                          |
| 2003 | Boot Yer Butt - Pubblicazione: 1º dicembre 2003 - Etichetta: Bright Midnight                                                                          |           |           |                          |                          |
| 2005 | Live in Philadelphia '70 - Pubblicazione: 29 novembre 2005 - Etichetta: Bright Midnight                                                               |           |           |                          |                          |
| 2006 | Set The Night On Fire: The Doors Bright Midnight Archives Concerts - Pubblicazione: 14 novembre 2006 - Etichetta: Rhino Records/Bright Midnight       |           |           |                          |                          |
| 2007 | Live in Boston 1970 - Pubblicazione: 24 luglio 2007 - Etichetta: Rhino Records                                                                        | 145       |           |                          |                          |
| 2008 | Live in Pittsburgh 1970 - Pubblicazione: 4 marzo 2008 - Etichetta: Rhino Records                                                                      |           |           |                          |                          |
| 2008 | Live at The Matrix 1967 - Pubblicazione: 18 novembre 2008 - Etichetta: Rhino Records                                                                  | 191       |           |                          |                          |
| 2009 | Live in New York - Pubblicazione: 17 novembre 2009 - Etichetta: Rhino Records                                                                         |           |           |                          |                          |
| 2010 | Live in Vancouver 1970 - Pubblicazione: 22 novembre 2010 - Etichetta: Rhino Records                                                                   |           |           |                          |                          |
| 2012 | Live at The Bowl '68 - Pubblicazione: 23 ottobre 2012 - Etichetta: Rhino Records                                                                      |           |           |                          |                          |
| 2014 | Strange Nights of Stone: The Doors Bright Midnight Archives Concerts Vol.II - Pubblicazione: 3 maggio 2014 - Etichetta: Rhino Records/Bright Midnight |           |           |                          |                          |
| 2016 | London Fog 1966 - Pubblicazione: 9 dicembre 2016 - Etichetta: Rhino Records/Bright Midnight                                                           |           |           |                          |                          |
| 2018 | Live at The Isle of Wight Festival 1970 - Pubblicazione: 23 febbraio 2018 - Etichetta: Bright Midnight/Eagle Vision                                   |           |           |                          |                          |

## Singoli
| 1967 | Break on Through (To the Other Side) B-side: End of the Night             | 126 | 64 | —  | —  | —  | —  | The Doors               |
| 1967 | Light My Fire B-side: The Crystal Ship                                    | 1   | 7  | —  | —  | 27 | —  | The Doors               |
| 1967 | People Are Strange B-side: Unhappy Girl                                   | 12  | —  | —  | —  | —  | —  | Strange Days            |
| 1967 | Love Me Two Times B-side: Moonlight Drive                                 | 25  | —  | —  | —  | —  | —  | Strange Days            |
| 1968 | The Unknown Soldier B-side: We Could Be So Good Together                  | 39  | —  | —  | —  | —  | —  | Waiting for the Sun     |
| 1968 | Hello, I Love You B-side: Love Street                                     | 1   | 15 | 33 | —  | 14 | 10 | Waiting for the Sun     |
| 1968 | Touch Me B-side: Wild Child                                               | 3   | —  | 39 | 16 | —  | 10 | The Soft Parade         |
| 1969 | Wishful Sinful B-side: Who Scared You (non-LP track)                      | 44  | —  | —  | —  | —  | —  | The Soft Parade         |
| 1969 | Tell All the People B-side: Easy Ride                                     | 57  | —  | —  | —  | —  | —  | The Soft Parade         |
| 1969 | Running Blue B-side: Do It                                                | 64  | —  | —  | —  | —  | —  | The Soft Parade         |
| 1970 | You Make Me Real/Roadhouse Blues                                          | 50  | —  | —  | —  | —  | —  | Morrison Hotel          |
| 1971 | Love Her Madly B-side: (You Need Meat) Don't Go No Further (non-LP track) | 11  | —  | —  | —  | 4  | —  | L.A. Woman              |
| 1971 | Riders on the Storm B-side: Changeling                                    | 14  | 22 | 28 | —  | 7  | —  | L.A. Woman              |
| 1971 | Tightrope Ride B-side: Variety Is the Spice of Life                       | 71  | —  | —  | —  | 23 | —  | Other Voices            |
| 1971 | Ships with Sails B-side: In the Eye of the Sun                            |     | —  | —  | —  | 23 | —  | Other Voices            |
| 1972 | The Mosquito B-side: It Slipped My Mind                                   | 85  | —  | 25 | 15 | 17 | —  | Full Circle             |
| 1972 | Get Up and Dance/Tree Trunk (non-LP track)                                | —   | —  | —  | 15 | 17 | —  | Full Circle             |
| 1972 | The Piano Bird B-side:Good Rocking Tonight                                |     | —  | —  | —  | —  | —  | Full Circle             |
| 1979 | Roadhouse Blues (live)/Albinoni's Adagio (The Severe Garden)              |     | —  | —  | —  | —  | —  | An American Prayer      |
| 1980 | People Are Strange/Not to Touch the Earth                                 |     | —  | —  | —  | —  | —  | The Doors Greatest Hits |
| 1983 | Gloria/Moonlight Drive                                                    | 71  | —  | —  | —  | —  | —  | Alive, She Cried        |
| "—" indica singoli non entrati in classifica. NOTA: Break on Through (1967) non fu un successo in gran Bretagna fino al 1991, e Light My fire nel 1967 originariamente raggiunse solo la posizione n. 49 nel Regno Unito (mentre la ristampa del 1991 raggiunse la posizione numero 7). |                                                                           |     |    |    |    |    |    |                         |

## Videografia ufficiale
| Anno Di Pubblicazione | Video                                          | Etichetta             | riconoscimenti della RIAA    |
| --------------------- | ---------------------------------------------- | --------------------- | ---------------------------- |
| 1981                  | The Doors' A Tribute to Jim Morrison           | Universal Pictures    | disco di platino             |
| 1983                  | The Doors No One Here Gets Out Alive           | Eagle Vision          | disco d'oro                  |
| 1985                  | Dance on Fire                                  | Universal Pictures    | disco d'oro disco di platino |
| 1985                  | The Doors Collection - Collector's Edition     | Universal Pictures    | disco di platino             |
| 1987                  | The Doors Live at the Hollywood Bowl           | Universal Pictures    | disco di platino             |
| 1991                  | The Soft Parade a Retrospective                | Universal Pictures    |                              |
| 1991                  | The Doors Are Open                             | Pioneer Entertainment |                              |
| 1991                  | The Doors: Live in Europe 1968                 | Eagle Vision          | disco di platino             |
| 1991                  | The Doors: An Oliver Stone Film                | Pioneer Entertainment |                              |
| 1997                  | The Best of The Doors                          | Universal Pictures    |                              |
| 2001                  | The Doors - 30 Years Commemorative Edition     | Universal Pictures    | disco di platino             |
| 2001                  | VH1 Storytellers - The Doors: A Celebration    | Image Entertainment   |                              |
| 2002                  | The Doors Soundstage Performances              | Eagle Vision          | disco d'oro                  |
| 2003                  | The Doors of the 21st Century: L.A. Woman Live | Image Entertainment   |                              |
| 2005                  | The Doors Collector's Edition                  | Eagle Vision          |                              |
| 2008                  | Classic Albums: The Doors - The Doors          | Eagle Vision          |                              |
| 2010                  | When You're Strange                            | Universal Pictures    | disco d'oro                  |
| 2011                  | Mr. Mojo Risin': The Story of L.A. Woman       | Eagle Vision          |                              |
| 2012                  | The Doors: Live at the Bowl ‘68                | Eagle Vision          |                              |
| 2013                  | The Doors: R-Evolution                         | Eagle Vision          |                              |
| 2013                  | The Doors Special Edition                      | Eagle Vision          |                              |
| 2014                  | The Doors Feast Of Friends                     | Eagle Vision          |                              |
| 2018                  | Live at The Isle of Wight Festival 1970        | Eagle Vision          |                              |